# Tammistu (Kuusalu)
Tammistu is een plaats in de Estlandse gemeente Kuusalu, provincie Harjumaa. De plaats heeft de status van dorp (Estisch: küla).

## Bevolking
Het dorp had 14 inwoners op 31 december 2011 en 29 inwoners op 31 december 2021.

## Ligging
De plaats ligt op het schiereiland Juminda.